# 鷹司師平
鷹司 師平（たかつかさ もろひら）は、鎌倉時代から南北朝時代にかけての公卿。鷹司家6代当主。
太政大臣・鷹司冬平の子。官位は従一位・関白、右大臣。

## 官職歴
- 正中2年12月30日（1326年2月3日） - 正中3年2月19日（1326年3月23日） 右近衛少将
- 正中3年2月19日（1326年3月23日） - ? 右近衛中将
- 嘉暦2年3月24日（1327年4月16日） - 嘉暦3年3月16日（1328年4月26日） 播磨権守
- 嘉暦3年3月16日（1328年4月26日） - 嘉暦4年6月28日（1329年7月25日） 権中納言
- 嘉暦4年6月28日（1329年7月25日） - 建武4年7月12日（1337年8月8日） 権大納言
- 元弘4年正月23日（1334年3月7日） - 建武3年10月10日（1336年11月13日） 春宮大夫（恒良親王）
- 建武3年3月2日（1336年4月13日） - 暦応元年10月19日（1338年12月1日） 右近衛大将
- 建武4年7月12日（1337年8月8日） - 暦応2年12月27日（1340年1月26日） 内大臣
- 暦応2年12月27日（1340年1月26日） - 康永2年3月27日（1343年4月22日） 右大臣
- 康永2年4月10日（1343年5月4日） - 貞和2年2月29日（1346年3月22日） 関白

## 位階歴
- 正中2年12月29日（1326年2月2日） 正五位下
- 正中3年正月5日（1326年2月8日） 従四位下
- 嘉暦2年正月5日（1327年1月28日） 正四位下
- 嘉暦2年6月16日（1327年7月5日） 従三位
- 元徳2年正月5日（1330年1月24日） 正三位
- 元徳3年正月5日（1331年2月12日） 従二位
- 元弘2年3月18日（1332年4月13日） 正二位
- 正慶2年5月17日（1333年6月29日） 従二位
- 建武2年正月5日（1335年1月30日） 正二位
- 康永3年正月5日（1344年1月20日） 従一位

## 系譜
- 父：鷹司冬平（1275-1327）
- 母：中将長平の娘
- 養父：鷹司冬教（1305-1337）
- 妻：洞院吉子 - 法名光真。洞院公賢の娘
  - 男子：鷹司冬通（1331-1386）